# William Brown (Admiral)

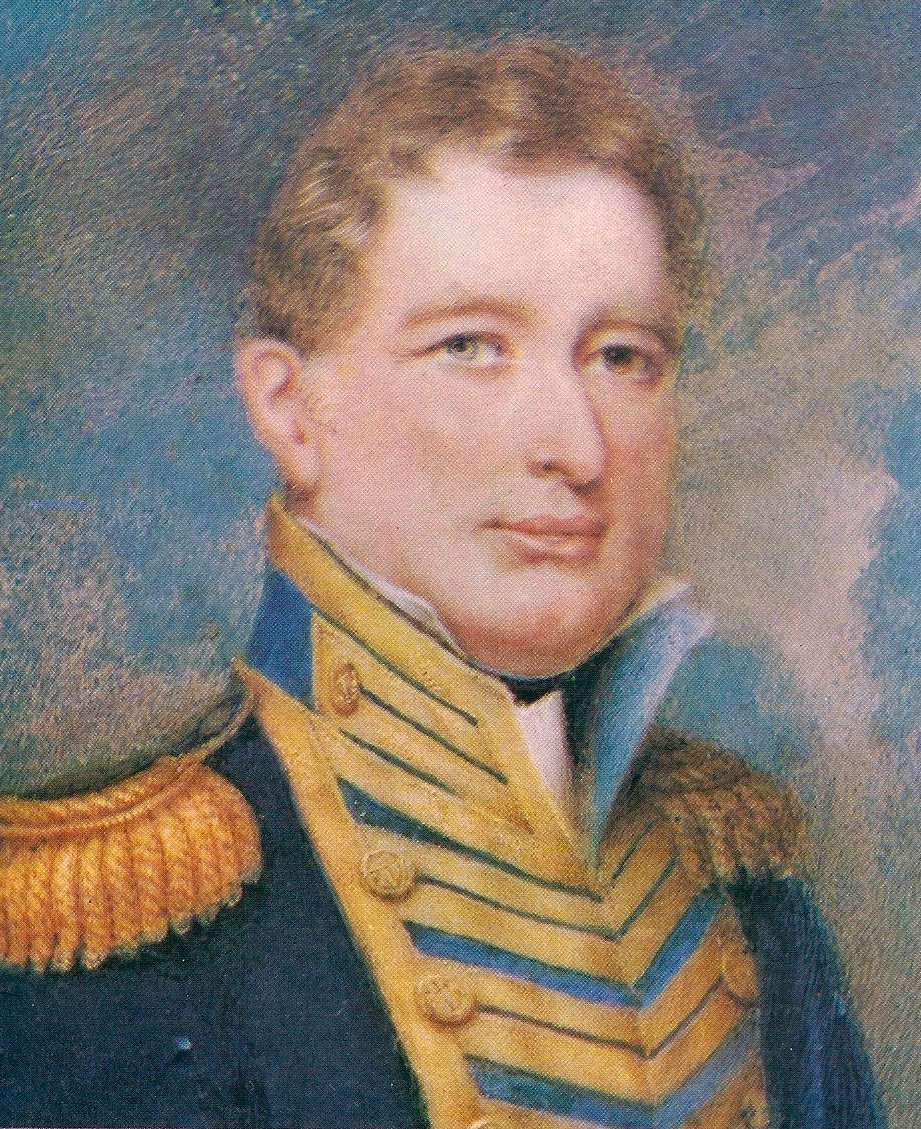
Almirante Brown (Miniatur von Henry Hervé, 1825)

William Brown (* 22. Juni 1777 in Foxford, County Mayo; Irland; † 3. März 1857 in Buenos Aires) war ein in Irland geborener, in Argentinien eingebürgerter Seeoffizier, der die ersten Erfolge der Armada de la República Argentina erzielte und als Guillermo Brown oder Almirante Brown bekannt wurde.

## Frühe Karriere
William Brown stammte aus einer irischen katholischen Familie, die um das Jahr 1786 nach Philadelphia ausgewandert war. Der früh verwaiste William heuerte als Schiffsjunge auf amerikanischen Schiffen an, erwies sich als begabter Seemann und erhielt schnell eine Steuermannlizenz. 1796 wurde sein Schiff von einem englischen Schiff gekapert; dieses wurde wiederum von einem französischen Schiff erbeutet. Brown wurde als Kriegsgefangener nach Frankreich gebracht und floh nach England, wo er seine Seekarriere fortsetzte. Angeblich diente er bei der Royal Navy; zwischen 1801 und 1809 ist dieser allerdings nicht seltene Name mehrfach auf Mannschaftslisten verzeichnet. 1809 heiratete er in England die 1787 in Kentucky geborene, nicht unbegüterte Elizabeth Chitty Curling, fuhr mit einem eigenen Schiff nach Südamerika, wo es allerdings strandete, und ließ sich dann in Montevideo am Río de la Plata nieder, um Handel zu treiben. Er errichtete den ersten regulären Paketdienst von Buenos Aires nach Montevideo. Am Río de la Plata erlebte er 1810 die Revolution gegen die spanische Herrschaft mit.

## Militärkarriere
Die erste kleine argentinische Marineflottille wurde 1811 von Francisco de Gurruchaga aus eigenen Mitteln finanziert und von dem in Malta geborenen Kaperkapitän Juan Bautista Azopard geführt. Währenddessen kämpfte William Brown gegen die spanischen Marinetruppen, die sich nach der Revolution von 1810 in der Banda Oriental, dem heutigen Uruguay festgesetzt hatten, und belieferte die dortigen Aufständischen mit Waffen. 1814 wurde der fähige Organisator zum Oberstleutnant und Marinechef von Buenos Aires ernannt. In dieser Rolle baute er eine weitere Flottille auf und plante eine Aktion gegen die in Montevideo eingeschlossenen Royalisten. Der erste Kampf zur See gegen die royalistischen Truppen wurde zwischen dem 14. und 17. Mai 1814 in den Gewässern vor Montevideo bei Puerto del Buceo ausgetragen, wobei Brown einen vollständigen Sieg errang, der zum Abzug der Spanier führte, und mehrere Schiffe kaperte.
Gegen Ende des Feldzugs von 1814 übernahm Guillermo Brown als privateer die Fregatte Hércules mit 350 Tonnen und 30 Kanonen, darunter vier 24-Pfünder, und drei kleinere Schiffe. Damit führte er eine Reise durch die Gewässer der antarktischen Halbinsel durch und bereiste bis 1816 die Küsten von Chile, Peru, Ecuador und Kolumbien, ursprünglich, um die chilenischen Royalisten zu bekämpfen, später nur, um die Idee der erfolgreichen Revolution zu propagieren. Nach seiner Rückkehr nach Buenos Aires zog er sich angesichts wachsender innerer politischer Konflikte in sein Haus zurück und betrieb Waffenhandel.
1825 versuchte das Kaiserreich Brasilien, das Gebiet des heutigen Uruguay zu okkupieren. Es kam zum Krieg mit Argentinien. Im Dezember 1825 blockierte eine große brasilianische Flottille unter dem Kommando von Vizeadmiral Rodrigo José Ferreira de Lobo Buenos Aires. Die argentinische Regierung übertrug Brown im Januar 1826 das Kommando einer kleinen Flottille, die er durch den raschen Neubau von 12 Kanonenbooten und mehrere angekaufte Schiffe vergrößerte. Flaggschiff war die Veinticinco de Mayo, eine Korvette von 430 Tonnen mit 48 Kanonen, darunter vier 16-Pfünder. Am 9. Februar 1826 kam es zu einem ersten Seegefecht bei Punta Colares vor Buenos Aires mit leicht überlegenen brasilianischen Kräften, das nach geringen Verlusten auf beiden Seiten mit einem Rückzug der Argentinier endete. Brown machte vier seiner weitgehend unerfahrenen Kapitäne, darunter seinen Stellvertreter Juan Bautista Azopard, für den verpassten Sieg verantwortlich. Diese wurden jedoch von einem Kriegsgericht freigesprochen. Umgekehrt wurde Brown von der Öffentlichkeit zu große Vorsicht vorgeworfen.

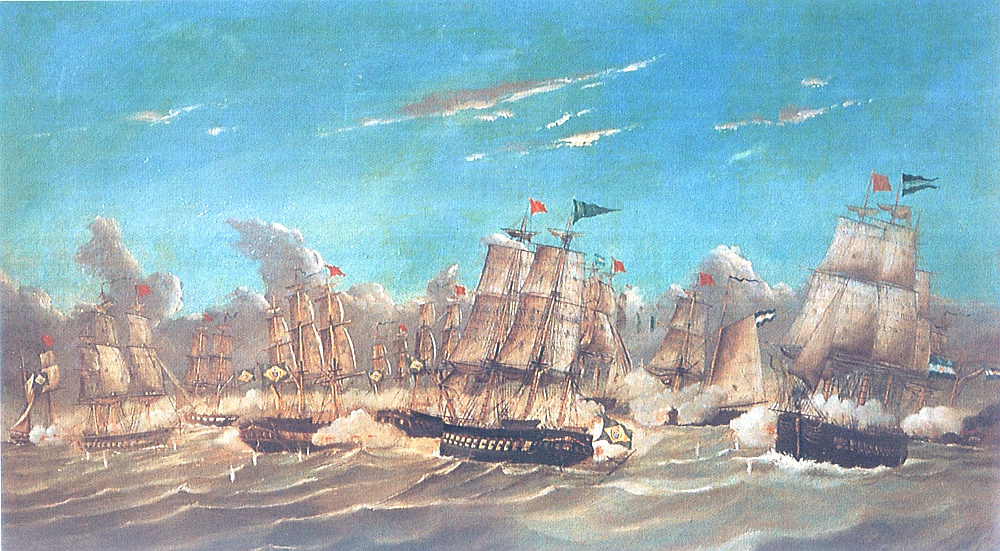
Seegefecht von Punta Colares. Ölgemälde von José Murature (1865)

Am 10. Juni 1826 erschien vor Buenos Aires erneut eine große brasilianische Flotte, die aus 31 Schiffen bestand. Brown verfügte nur über vier Schiffe und sieben Kanonenboote, konnte jedoch die feindliche Flotte in die Flucht schlagen. Auch eine weitere Seeschlacht im Februar 1827 endete mit einer Niederlage der brasilianischen Streitkräfte, bei der zwölf ihrer Schiffe erobert und drei in Brand gesteckt wurden. 
Im April liefen Browns Schiffe aufgrund eines Navigationsfehlers vor Ensenada (Buenos Aires) auf Grund und wurden von überlegenen brasilianischen Seestreitkräfte zwei Tage lang unter Feuer genommen. Brown ließ zwei seiner Schiffe verbrennen und kehrte auf dem dritten nach Buenos Aires zurück. Im August 1828 endete der Krieg in Brasilien und Guillermo Brown wurde zum Brigadegeneral befördert, was etwa dem Rang eines Konteradmirals entspricht.

## Politische Karriere, erneute Aktivierung und Ruhestand
Nach dem Sturz des Gouverneurs von Buenos Aires Manuel Dorrego im Dezember 1828 durch einen Aufstand der Unitarier, der Anhänger der staatlichen Einheit, wurde Brown, der die unitarische Idee unterstützte, zum Stellvertreter des neuen Gouverneurs Juan Lavalle ernannt. Jedoch setzte er sich für die Begnadigung Dorregos ein, was Lavalle ablehnte. Daraufhin zog sich Brown erneut ins Privatleben zurück.

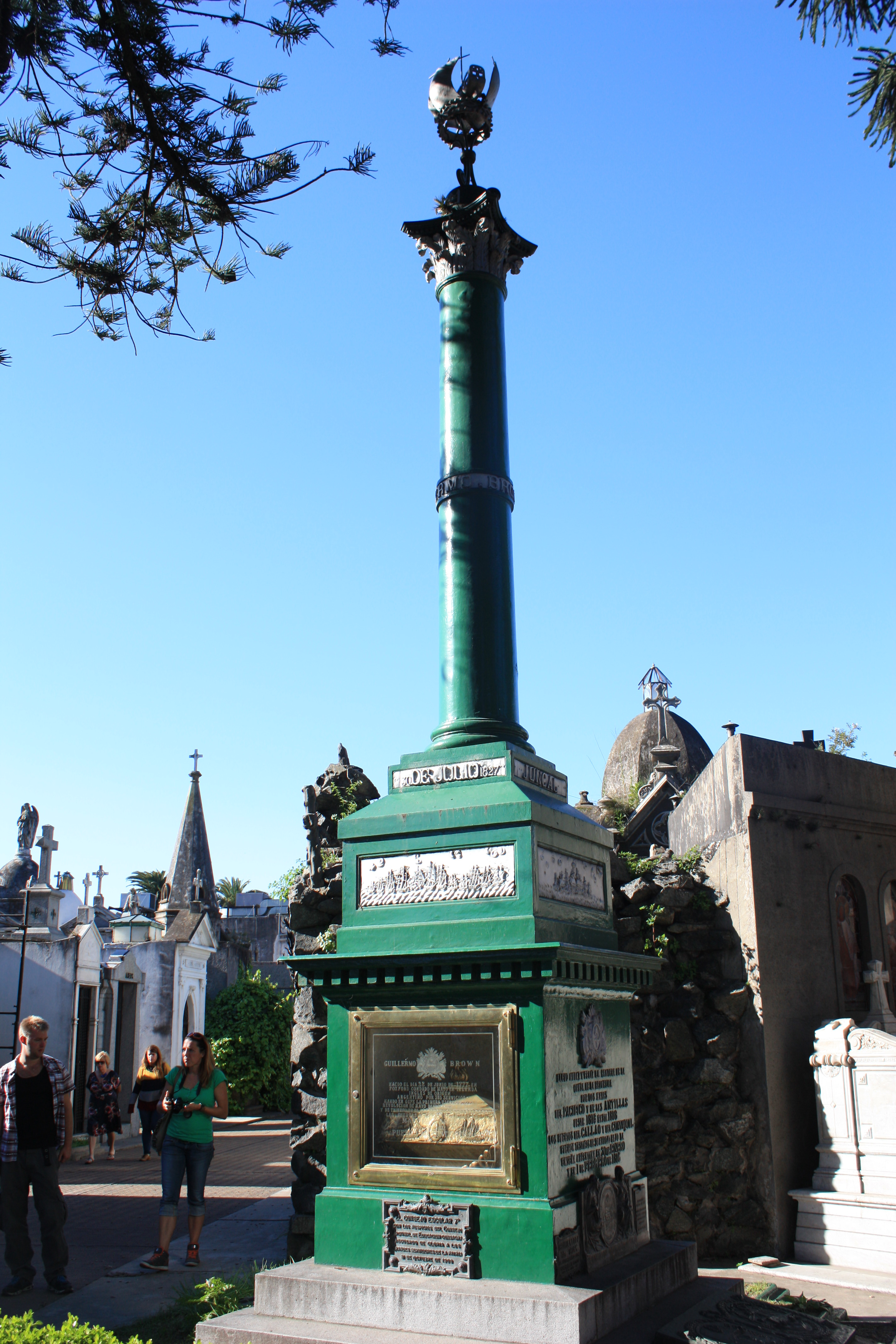
Grabmal Browns auf La Recoleta. Die Ähnlichkeit mit der Nelsonsäule auf dem Trafalgar Square ist beabsichtigt.

Während der Regierung des Diktators Juan Manuel de Rosas führte Brown im Río de la Plata 1841 noch einmal Operationen gegen Aufständische jenseits des La Plata und uruguayische Schiffe durch, die von Frankreich unterstützt wurden und Buenos Aires blockieren sollten, und blockierte seinerseits Montevideo. Er drang bis in den Paraná vor und besiegte allerdings ohne nachhaltigen Effekt eine kleine Flussstreitmacht, die von Giuseppe Garibaldi kommandiert wurde, der mit italienischen Freiwilligen gegen den Diktator kämpfte. Da England und Frankreich nach wie vor die Oberhoheit Argentiniens über das Mündungsgebiet des La Plata nicht anerkannten und eine der Bürgerkriegsparteien in Uruguay unterstützten, um dessen Unabhängigkeit zu sichern, musste Brown 1845 aus Montevideo abziehen und zusagen, dass er und seine überwiegend irischen und englischen Seeleute nicht mehr in den Krieg eingreifen würden. Auf diplomatischem Wege wurde die Blockade Argentiniens schließlich beendet, auch auf Druck der hier lebenden Engländer. Die Unabhängigkeit Uruguays wurde jedoch festgeschrieben.
Am 3. März 1857 verstarb Admiral Brown, der als „Vater“ der argentinischen Flotte und deren erster Admiral hohe Ehrungen erfuhr. Seine sterblichen Überreste ruhen auf dem Friedhof La Recoleta in Buenos Aires.

## Familie

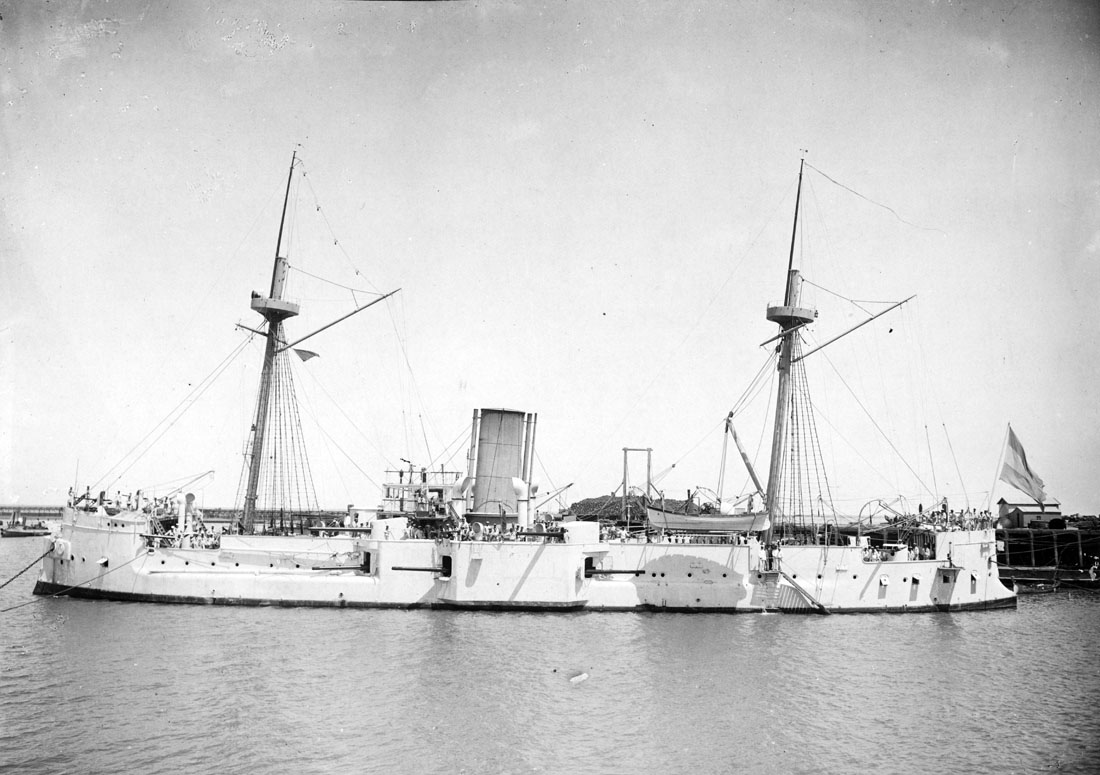
Panzerschiff Almirante Brown der Armada de la República Argentina, erbaut 1880

Brown hatte acht Kinder, von denen ihn nur einige überlebten. Seine Frau starb 1869. Sein Sohn Guillermo Brown Blanco (1838–1882) diente in der argentinischen Marine und im Amerikanischen Sezessionskrieg in der United States Navy als Artillerieoffizier auf der Constellation, später als stellvertretender Kommandant des Panzerschiffs Almirante Brown.

## Ehrungen
Das Departamento Almirante Brown, zahlreiche Schiffe, die argentinische Antarktis-Station Base Antártica Brown sowie das marinehistorische Institut Instituto Nacional Browniano wurden nach ihm benannt.